# Catoxyethira decampi
Catoxyethira decampi är en nattsländeart som beskrevs av Francois-Marie Gibon och Ranaivoharindriaka 1995. Catoxyethira decampi ingår i släktet Catoxyethira och familjen smånattsländor. Inga underarter finns listade i Catalogue of Life.